# Associació de Regions Frontereres Europees
 Associació de Regions Frontereres Europees (francès Association des régions frontalières Européennes, ARFE, anglès Association of European Border Regions, AEBR) és una associació que reagrupa les regions frontereres o transfrontereres europees. Fou creada el 1971.

## Història
La idea de crear una associació europea, una "unió de les regions frontereres", va néixer el 1965 al Congrés Internacional dels Planificadors per a les Regions a Basilea, com a conferència permanent que prendre el nom d'Associació de Regions Frontereres Europees (ARFE). La declaració oficial va tenir lloc el setembre de 1971 a Bonn (Alemanya).
El 1972 i 1975 l'ARFE organitza les dues primeres conferències europees de les regions frontereres del Consell d'Europa a Estrasburg i a Innsbruck. A finals de 1970, l'associació participa en els preparatius per al Conveni Marc Europeu sobre Cooperació Transfronterera entre comunitats o autoritats territorials.
El 1981, l'ARFE participa en l'elaboració d'un informe del Parlament Europeu sobre el reforç de la cooperació transfronterera. L'11 de novembre del mateix any, membres de l'associació va adoptar la Carta de les Regions Europees Frontereres i Transfrontereres.
El 1982 l'ARFE ja tenia quinze regions membres, que es troben principalment al llarg de la frontera occidental d'Alemanya, però també entre Àustria i Itàlia.
El 1984 l'ARFE organitza la III Conferència Europea de Regions Frontereres del Consell d'Europa a Borken (Alemanya). L'associació també ha estat present a les següents conferències celebrades a Saragossa el 1987, a Rovaniemi (Finlàndia) el 1991, a Ljubljana (Eslovènia) el 1994 i a Timisoara (Romania) el 1997.
El 1995 fou revisada la Carta de les Regions Europees Frontereres i Transfrontereres i el 1996 es publicà la primera guia pràctica per a la cooperació transfronterera, que serà revisada l'any 2000.Endemés el 1996 l'ARFE elabora un informe sobre la cooperació transfronterera per al Parlament Europeu.
El 2001 l'ARFE celebra el seu trentè aniversari i publicà un fullet titulat Trenta anys treballant plegats. El mateix any es va dur a terme un estudi per al Comitè de les Regions titulat Cooperació Transeuropea entre Autoritats Territorials – Nous reptes i passos futurs necessaris. Es va dur a terme un nou estudi l'any 2004, aquesta vegada per la Comissió: Cap a un nou instrument jurídic comunitari per facilitar el dret públic basat en cooperació transeuropea entre autoritats territorials a la Unió Europea.

## Membres
L'Associació de Regions Frontereres Europees compte entre els seus membres tant amb regions "nacionals" com amb regions frontereres, així com Eslovènia i el Consell Nòrdic.

### Regions
- Alemanya: Regionalverband Hochrhein - Bodensee, Regionalverband Südlicher Oberrhein.
- Espanya: Catalunya, País Basc, Aragó i Navarra.
- França: Alsàcia, Aquitània, Migdia-Pirineus, Llenguadoc-Rosselló
- Grècia: Macedònia Oriental i Tràcia
- Itàlia: Friül - Venècia Júlia, Tirol del Sud, província de Trento, Vènet, Trentí-Tirol del Sud
- Eslovènia

### Regions transfrontereres
- Arge Alp
- Castella i Lleó - Centre (Espanya - Portugal)
- Castella i Lleó - Nord (Espanya - Portugal)
- Comitè Regional Franco-Ginebrí (França - Suïssa)
- Comitè de l'Øresund (Dinamarca - Suècia)
- East Border Region Committee (Irlanda - Regne Unit)
- Regió Ems Dollart (EDR) (Alemanya - Països Baixos)
- Extremadura - Alentejo (Espagne - Portugal)
- Extremadura - Centre (Espagne - Portugal)
- Euregio (Alemanya - Països Baixos)
- Euroregió Bayerischer Wald – Böhmerwald (Alemanya - Àustria - Txèquia)
- Euroregió Egrensis (Alemanya - Txèquia)
- Euroregió Inn-Salzach (Alemanya-Àustria)
- Euroregió Carèlia (Finlàndia-Rússia)
- Euroregió Mosa-Rin (Alemanya, Bèlgica, Països Baixos)
- Euroregió Pskov-Livònia (Estònia-Letònia-Rússia)
- Euroregio Rhein-Maas-Nord (Alemanya - Països Baixos)
- Euroregio Rhein-Waal (Alemanya - Països Baixos)
- Euroregio Salzburg - Berchtesgadener Land - Traunstein (Alemanya-Àustria)
- Euroregio Scheldemond (Bèlgica - Països Baixos)
- Euroregio Silva Nortica (Àustria - Txèquia)
- Euroregió Bílé - Biele Karpaty (Txèquia - Eslovàquia)
- Euroregió Bug (Belarús, Polònia, Ucraïna)
- Euroregió del Baix Danubi (Moldàvia-Romania-Ucraïna)
- Euroregió Danubi (Bulgària-Romania)
- Danubi-Kris-Mureș-Tisza (Hongria-Romania-Sèrbia)
- Euroregió Drina-Sava-Majevica (Bòsnia, Croàcia, Sèrbia)
- Euroregió ELBE/LABE (Alemanya - Txèquia)
- Euroregió Erzgebirge - Krušnohoří (Alemanya - Txèquia)
- Euroregió Evros - Maritsa - Meric (Grècia-Bulgària-Turquia)
- Euroregió Hajdú-Bihar - Bihor (Hongria-Romania)
- Euroregió Ipel' - Ipoly (Eslovàquia-Hongria)
- Euroregion Neiße-Nisa-Nysa (Alemanya - Txèquia - Polònia)
- Euregion Nemunas (Belarús - Lituània - Polònia - Rússia)
- Euroregió Nestos-Mesta (Bulgària-Grècia)
- Euroregion Nishava (Bulgària-Sèrbia)
- Euroregió País dels Llacs (Letònia-Lituània-Belarús)
- Euroregió Polis - TrakiaKent - RAM Trakia (Grècia-Bulgària-Turquia)
- Euroregion Pomerània (Alemanya - Polònia - Suècia)
- Euroregió Rhodopi (Bulgària-Grècia)
- Euroregió Rousse-Giurgiu (Bulgària-Romania)
- Euroregion Saule (Letònia - Lituània - Rússia)
- Euroregió Siret-Prut-Nistru (Moldàvia-Romania)
- Euroregió Slobozhanschina (Rússia-Ucraïna)
- Euroregion Spree-Neiße-Bóbr-Sprewa-Nysa-Bóbr (Alemanya - Polònia)
- Euroregió Stara Planina (Bulgària-Sèrbia)
- Euroregió Strymon-Strouma (Bulgària-Grècia)
- Euroregió Tatry (Polònia-Eslovàquia)
- Euroregió Těšínské Slezsko - Śląsk Cieszyński (Txèquia - Polònia)
- Euroregió Vagus - Danubi - Ipolia (Hongria-Eslovàquia)
- Euroregió Yaroslavna (Rússia - Ucraïna)
- Galícia – Nord (Espanya- Portugal)
- SaarLorLux
- Irish Central Border Area Network (Irlanda - Regne Unit)
- Kvarkenrådet (Finlàndia - Suècia)
- Regió Insubrica (Suïssa - Itàlia)
- Regió Pamina (Alemanya-França)
- Regió TriRhena (Alemanya - França - Suïssa)
- Regió Sønderjylland - Schleswig (Dinamarca- Alemanya)
- North West Region Cross Border Group (Irlanda - Regne Unit)
- Tornedalsrådet - Bothnian Arc (Finlàndia - Noruega - Suècia)
- Värmland - Hedmark - Akershus - Østfold (Suècia - Noruega)

## Presidents
- 2020 - present: Karl-Heinz Lambertz
- 2019 - 2020: Ann-Sofi Backgren
- 2017 - 2019: Oliver Paasch
- 2010 - 2017: Karl-Heinz Lambertz
- 2004 - 2009: Lambert van Nistelrooij
- 1996 - 2004: Joan Vallvé i Ribera
- 1984 - 1996: Karl Ahrens
- 1979 - 1983: Wolfgang Schäuble
- 1975 - 1979: Horst Gerlach
- 1971 - 1975: Alfred Mozer